# توهم برتری
در بحث روانشناسی اجتماعی، «توهم برتری» یا «توهم ویژه بودن» نوعی خطای فکری یا سوگیری شناختی است که در نتیجه آن هرکس ویژگی‌ها و قابلیت‌های مثبت خود را از دیگران و از مرز میانگین مردم بالاتر می‌دانند.
این سوگیری را «خطای بالاتر از مرز میانگین بودن»  نیز می‌نامند. برای مثال ۹۰ درصد رانندگان مهارت خود را در رانندگی بالاتر از حد متوسط می‌دانند. در بسیاری از ویژگی‌های مثبت اگر از مردم خواسته شود تا در مقیاس ۱ تا ۱۰ به خود نمره دهند. نمره‌ای که به خود خواهند داد ۷ است. درحالی‌که عملاً غیرممکن است که اغلب مردم بالاتر از حد متوسط باشند.